# Холаргос
Холарго́с (греч. Χολαργός) — город в Греции, восточный пригород Афин. Расположен на высоте 210 метров над уровнем моря, на Афинской равнине, на склоне Имитоса, в 7 километрах к востоку от центра Афин, площади Омониас. Административный центр общины (дима) Папагос-Холаргос в периферийной единице Северные Афины в периферии Аттика. Население 30 840 жителей по переписи 2011 года. Площадь 3,95 квадратного километра.
Город обслуживает станция Афинского метрополитена «Холаргос». По северо-западной окраине города проходит проспект Месойон, по юго-восточной — Автострада 64.

## История
В области современного Холаргоса находился другой дем Флия, относившийся к Кекроповой филе. Археологические находки у подножия Имитоса свидетельствуют о существовании поселения в раннеэлладский, классический и эллинистический периоды. Есть находки, относящиеся к римскому, византийскому и поздневизантийскому периодам. В период османского владычества область была необитаемой.
Сообщество Холаргос создано в 1933 году (ΦΕΚ 257Α), в 1963 году (ΦΕΚ 45Α) создана община. Город назван по древнему дему Холарг в аттической филе Акамантида, родине Перикла.
Город вырос в 1950—1960-е годы за счёт массового строительства и переселения афинян из центра города, а также основания соседнего пригорода Папагос для обеспечения жильём офицеров Вооружённых сил Греции. Дальнейший рост связан с ростом северных пригородов Айия-Параскеви и Халандрион, а также формированием области Северные Афины. В 1982 году в Холаргосе появился баскетбольный клуб.
К Летним Олимпийским играм 2004 года к востоку от Холаргоса была построена Автострада 64 вдоль Имитоса, а также Автострада 6 «Атики-Одос» к северу от Холаргоса, связывающая с Автострадой 1 Пирей — Афины — Салоники — Эвзони.
17 июня 2004 года президент Константинос Стефанопулос открыл статую Перикла, работы скульптора Георгиоса Калакалласа.

## Население
| Год  | Население, человек |
| ---- | ------------------ |
| 1940 | 1054               |
| 1951 | 2775               |
| 1961 | 7637               |
| 1971 | 14 904             |
| 1981 | 31 703             |
| 1991 | 34 216             |
| 2001 | 33 915             |
| 2011 | ↘ 30 840           |